# Epiphanes pelagica
Epiphanes pelagica är en hjuldjursart som först beskrevs av Jennings 1900.  Epiphanes pelagica ingår i släktet Epiphanes och familjen Epiphanidae. Arten är reproducerande i Sverige. Inga underarter finns listade i Catalogue of Life.